# Cydippe (genre)
Pour les articles homonymes, voir Cydippe.
Genre
Cydippe est un genre de cténophores. Sa classification est incertaine.

## Liste d'espèces
Selon World Register of Marine Species (27 déc. 2020) :
- Cydippe densa Forskål, 1775
- Cydippe hormiphora Gegenbaur, 1856
- Cydippe ovata Lesson, 1843